# Raptors de Naucalpan
| Raptors | Raptors                                               |
| Gegründet 2015 Spielen in Naucalpan de Juárez, Mexico                                                                                                  | Gegründet 2015 Spielen in Naucalpan de Juárez, Mexico |
| --- | ----------------------------------------------------- |
| \| \| \| \| \| \| |                                                       |
| Teamfarben | Grün, Gold, Weiß                                      |
| Liga |                                                       |
| - Liga de Fútbol Americano Profesional Division Nord (2017–2020)                                                                                       |                                                       |
| Personal |                                                       |
| Besitzer | Armando Zúñiga                                        |
| Head Coach | Horacio García                                        |
| Teamgeschichte |                                                       |
| Spitznamen | La Furia Verde (Die grüne Wut)                        |
| Erfolge |                                                       |
| Meisterschaften (0) |                                                       |
| Division-Siege (3) 2018, 2019, 2020 |                                                       |
| Play-off-Teilnahmen (6) 2016, 2017, 2018, 2019, 2022, 2024                                                                                             |                                                       |
| Stadien |                                                       |
| - Estadio José Ortega Martínez (2018, 2020, seit 2023) - Estadio FES Acatlán (2019, 2022) - Estadio Jesús Martínez "Palillo", Mexiko-Stadt (2016–2017) |                                                       |
| |                                                       |
| |                                                       |

Die Raptors de Naucalpan sind eine American-Football-Mannschaft aus Naucalpan, Mexiko. Die Raptors sind Gründungsmitglied der professionellen Liga de Fútbol Americano Profesional (LFA). Die Raptors zogen in vier der sieben Tazón México (dem Finale der LFA) ein, konnten aber nie gewinnen.

## Geschichte

### Beginn in Mexiko-Stadt (2016/17)
Das Team wurde am 4. November 2015 gegründet. Die ersten beiden Spielzeiten spielte das Team im Estadio Jesús Martínez “Palillo” in Mexiko-Stadt.
In ihrer ersten Saison mit Head Coach Rafael Duk belegten die Raptors mit vier Siegen und zwei Niederlagen den zweiten Platz in der Liga und qualifizierten sich für den Tazón México I. Das Team verlor jedoch das Finale der Liga 13:29 gegen die Mayas.
Zur Saison 2017 wurde die Liga in zwei Divisionen aufgeteilt. Mit fünf Siegen und zwei Niederlagen in der Saison 2017 belegten die Raptors den ersten Platz in der Division Nord an und qualifizierten sich für die Playoffs. Sie stellen mit dem Quarterback Bruno Márquez den MVP der Liga. Im Halbfinale unterlagen die Raptors den Dinos.

### Dominanz der Division Nord (2018–2020)
Zur Saison 2018 zogen die Raptors nach Naucalpan und spielten im Estadio José Ortega Martínez. Neuer Head Coach wurde Guillermo Gutiérrez.
Die Raptors qualifizierten sich mit drei Siegen und vier Niederlagen als Zweiter der Division Nord für die Play-offs. In der Revanche fürs Vorjahr besiegten die Raptors die Dinos mit 21:6. Zum zweiten Mal im Finale verloren die Raptors zum zweiten Mal, diesmal 0:17 gegen die Mexicas.
Im Jahr 2019 spielten die Raptors im Stadion des FES Acatlán der Nationalen Autonomen Universität von Mexiko. Das Team dominierte die Division Nord und beendete die reguläre Saison mit sechs Siegen und zwei Niederlagen auf Platz 1. Nachdem sie die Fundidores im Halbfinale besiegt hatten, qualifizierten sich Raptors für ihren dritten Tazón México. Erneut mussten sie sich geschlagen geben, 16:20 gegen die Condors.
In der Saison 2020 kehrten die Raptors ins Estadio José Ortega Martínez zurück. Die Raptors standen mit vier Siegen und einer Niederlage auf Platz 1 der Division Nord, als die Saison aufgrund der COVID-19-Pandemie abgebrochen wurde. Die Saison 2021 wurde wegen der Pandemie komplett abgesagt.

### Seit 2022
In der Saison 2022 spielten die Raptors wieder im FES Acatlán Stadion. Es gab in dieser Spielzeit keine Divisionen, die Raptors beendeten die reguläre Saison mit vier Siegen und zwei Niederlagen auf Platz 4. Im erstmals ausgetragenen Wild Card Game gewannen die Raptors mit 26:6 gegen die Reyes. Im Halbfinale unterlag man dagegen bei den Fundidores mit 27:30. In der Saison 2023 verpassten die Raptors mit vier Siegen und sechs Niederlagen erstmals die Play-offs. Mit fünf Siegen bei drei Niederlagen erreichte man in der Saison 2024 den dritten Platz. In den Playoffs zog man wieder in den Tazón México ein, unterlag aber wieder, diesmal mit 14:34 gegen die Caudillos.

## Spielzeiten
| Saison | Head coach          | Regular season | Regular season | Regular season | Regular season | Regular season | Regular season | Regular season | Regular season | Postseason |
| Saison | Head coach          | Division       | Platz          | Sp             | S              | N              | SQ             | P+             | P–             | Postseason |
| ------ | ------------------- | -------------- | -------------- | -------------- | -------------- | -------------- | -------------- | -------------- | -------------- | --- |
| 2016   | Rafael Duk          | –              | 2.             | 6              | 4              | 2              | 0.666          | 139            | 124            | Tazón México I: Niederlage gegen Mayas 13:29                                                                                  |
| 2017   | Rafael Duk          | Nord           | 1.             | 7              | 5              | 2              | 0.714          | 160            | 121            | Divisionsmeisterschaft Nord: Niederlage gegen Dinos 10:13                                                                     |
| 2018   | Guillermo Gutiérrez | Nord           | 2.             | 7              | 3              | 4              | 0.429          | 194            | 174            | Divisionsmeisterschaft Nord Sieg bei Dinos 21:6 Tazón México III: Niederlage gegen Mexicas 0:17                               |
| 2019   | Guillermo Gutiérrez | Nord           | 1.             | 8              | 6              | 2              | 0.750          | 210            | 118            | Divisionsmeisterschaft Nord Sieg gegen Fundidores 53:47 OT Tazón México IV: Niederlage gegen Condors 16:20                    |
| 2020   | Guillermo Gutiérrez | Nord           | 1.             | 5              | 4              | 1              | 0.800          | 112            | 044            | Spielzeit abgebrochen |
| 2022   | Guillermo Gutiérrez | –              | 4.             | 6              | 4              | 2              | 0.600          | 137            | 089            | Wild Card round: Sieg gegen Reyes 26:6 Halbfinale: Niederlage bei Fundidores 27:30                                            |
| 2023   | Guillermo Gutiérrez | –              | 7.             | 10             | 4              | 6              | 0.400          | 203            | 228            | – |
| 2024   | Horacio García      | –              | 3.             | 8              | 5              | 3              | 0.625          | 181            | 175            | Wild Card round: Sieg gegen Jefes 30:26 Halbfinale: Sieg bei Mexicas 24:17 Tazón México VII: Niederlage gegen Caudillos 14:34 |
| Summe  | Summe               |                |                | 57             | 35             | 22             | 0.614          | 1386           | 1073           | Fünf Siege, sechs Niederlagen                                                                                                 |

### Direkter Vergleich
| Gegner           | Regular Season | Regular Season | Regular Season | Regular Season | Playoffs | Playoffs | Playoffs |
| Gegner           | Sp             | S              | N              | SQ             | Sp       | S        | N        |
| ---------------- | -------------- | -------------- | -------------- | -------------- | -------- | -------- | -------- |
| Condors          | 4              | 4              | 0              | 1.000          | 1        | 0        | 1        |
| Gallos Negros    | 3              | 3              | 0              | 1.000          |          |          |          |
| Osos             | 3              | 3              | 0              | 1.000          |          |          |          |
| Jefes            | 2              | 2              | 0              | 1.000          | 1        | 1        | 0        |
| Pioneros         | 1              | 1              | 0              | 1.000          |          |          |          |
| Reds             | 1              | 1              | 0              | 1.000          |          |          |          |
| Galgos           | 3              | 2              | 1              | 0.667          |          |          |          |
| Dinos            | 10             | 6              | 4              | 0.600          | 2        | 1        | 1        |
| Fundidores       | 10             | 6              | 4              | 0.600          | 2        | 1        | 1        |
| Mayas            | 5              | 3              | 2              | 0.600          | 1        | 0        | 1        |
| Mexicas (Eagles) | 10             | 4              | 6              | 0.400          | 2        | 1        | 1        |
| Reyes            | 3              | 1              | 2              | 0.333          | 1        | 1        | 0        |
| Caudillos        | 2              | 0              | 2              | 0.000          | 1        | 0        | 1        |
| Summe            | 57             | 35             | 22             | 0.614          | 11       | 5        | 6        |

Kursiv: nicht mehr aktive Mannschaften. Stand: 9. Juni 2024
Legende:
| Spiele       | Siege              | Niederlagen           |
| SQ Siegquote | P+ gemachte Punkte | P− gegnerische Punkte |